# Chaetostrichella
Chaetostrichella is een geslacht van vliesvleugeligen uit de familie van de Trichogrammatidae. De wetenschappelijke naam van dit geslacht is voor het eerst geldig gepubliceerd in 1914 door Alexandre Arsène Girault.

## Soorten
Het geslacht Chaetostrichella omvat de volgende soorten:
- Chaetostrichella indica Hayat, 2009
- Chaetostrichella pungens (Mayr, 1904)
- Chaetostrichella rufina (Novicki, 1936)
- Chaetostrichella similis (Kryger, 1919)